# Ryszard Żarowski
Ryszard Żarowski (ur. 3 kwietnia 1958 we Wrocławiu) – gitarzysta, wokalista. 

## Życiorys
Grał w zespołach Małolepsi, AKT-Wrocław, Bez Idola, SETA. Od 1989 roku związany z zespołem Stare Dobre Małżeństwo. Równolegle jest członkiem formacji The Gruz Brothers Band.
W 2011 r. wydał solową płytę „A może jednak”. Od 2012 r. członek zespołu U Studni.